# Battaglia di Calliano (1796)
La battaglia di Calliano fu combattuta il 6 e il 7 novembre 1796, nel contesto della campagna d'Italia di Napoleone Bonaparte. La battaglia si concluse con la sconfitta dei francesi, che furono costretti ad una momentanea ritirata. Fu uno dei pochi successi ottenuti dalle truppe imperiali contro le truppe napoleoniche.

## Contesto storico
L'Armata d'Italia, dopo nemmeno un anno dall'arrivo di Napoleone Bonaparte al suo comando, era passata dall'essere una massa trasandata di soldati mal pagati ed affamati ad un efficiente e motivata macchina bellica: in pochi mesi avevano collezionato vittorie su vittorie, costringendo i piemontesi all'armistizio e cacciando gli austriaci dalla pianura Padana, con la sola roccaforte di Mantova in loro saldo possesso.
Già due volte, sotto il comando del feldmaresciallo Dagobert von Wurmser, le forze imperiali avevano tentato di liberare la città dall'assedio e riprendere la lotta per il possesso delle pianure del Nord Italia: la prima volta, ad agosto, riuscirono temporaneamente a sollevare l'assedio di Mantova, salvo essere sconfitti a Castiglione e costretti a riprendere la via per il Tirolo, mentre la seconda furono sconfitti a San Giorgio e costretti ad unirsi agli assediati.
Una divisione francese al comando del Generale Claude de Vaubois fu quindi lasciata a Lavis, allo sbocco della Val di Cembra, per proteggere il nord Italia da eventuali attacchi asburgici.

## La spedizione di Alvinczy

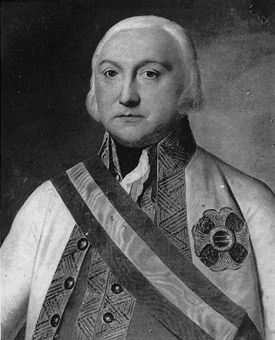
Josef Alvinczy von Berberek

Il 2 ottobre 1796, fu effettivamente deciso di inviare nuove truppe in Italia al comando del feldmaresciallo Joseph Alvinczy von Berberek. Il grosso delle forze imperiali rimase al comando di von Berberek e si diresse verso Bassano: nello stesso tempo una colonna secondaria fu posta al comando del generale Paul Davidovich, forte di 19 000 effettivi (compresi svariati Schützen), con l'ordine di puntare su Trento, per poi riunirsi col grosso delle forze a Verona. Le colonne riunite dovevano poi proseguire per Mantova per rompere l'assedio.
Bonaparte aveva notevolmente sottostimato le forze da mettere in campo. Per opporsi alla minaccia da settentrione, aveva infatti schierato una divisione di soli 10 500 soldati, al comando del generale di divisione Vaubois, che si dovettero scontrare con gli oltre 19 000 di Davidovich.
L'inizio dell'offensiva di Davidovich portò ad una a una serie di scontri a partire dal 27 ottobre. Il 2 novembre i francesi attaccarono gli austriaci nella battaglia di Cembra., riuscendo a infliggere 1 100 morti ai loro nemici al costo di soli 650 francesi, ma nonostante questo decise di arretrare verso sud, benché Davidovich decidesse di avanzare solo il giorno dopo. Ritirandosi prima verso Trento, e quindi verso Calliano, la divisione di Vaubois perdette in 5 giorni 4 400 uomini e 6 cannoni, mentre gli austriaci persero 2 000 uomini, tra morti e feriti gravi, e 1500 prigionieri.

## La battaglia

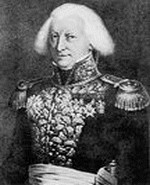
Charles Henri Belgrand de Vaubois

Il 6 Novembre de Vaubois respinse gli attacchi di Davidovich dalla sua posizione a Calliano, causandogli la perdita di 753 uomini. La stessa notte il generale francese dispiegò svariate unità per proteggere le posizioni chiave della zona, indebolendo la posizione principale. All'alba gli austriaci lanciarono un nuovo attacco che fu però respinto per tutta la giornata, con Calliano che cambiò di mano svariate volte. Alcuni confinari croati si fecero a un certo punto strada fino alle retrovie francesi, cosa che provocò il panico fra i francesi che cominciarono a ritirarsi a partire dalle 4 del pomeriggio.
Il secondo giorno di combattimenti a Calliano costò a Davidovich ulteriori 1 523 caduti, per un totale di 3 567 per l'intera campagna. Queste perdite elevate impedirono agli austriaci di inseguire efficacemente i francesi in fuga.
Da parte sua De Vaubois subì 4 400 perdite fra Cembra e Calliano.

## Conseguenze

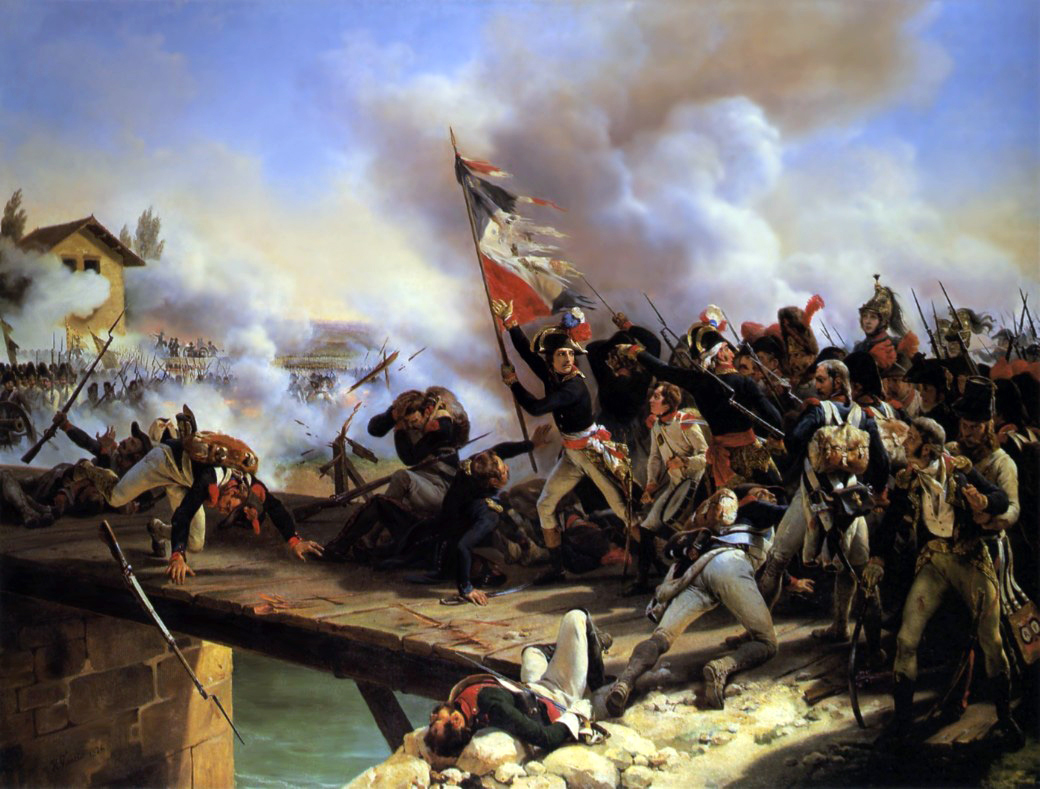
La battaglia del ponte di Arcole

Le truppe del Sacro Romano Impero entrarono a Trento il 5 novembre 1796. Con la conquista di Castel Pietra, tra il 6 ed il 7 novembre, i francesi furono momentaneamente ricacciati fuori dal Trentino.
Vaubois costituì una linea di difesa tra Rivoli Veronese ed il lago di Garda. Gli austriaci si fermarono a lungo senza muovere un dito contro i francesi. Quando attaccarono ed infransero le loro difese era semplicemente troppo tardi.
Agendo solo il 17 novembre fallirono nel loro obiettivo strategico, che era quello di ricongiungersi con le truppe di Alvinczy a Verona.
Infatti la mancata avanzata favorì l'esercito di Bonaparte che, tra il 15 e il 17 novembre, sconfisse il grosso delle truppe imperiali ad Arcole.